# محمدجواد فریدزاده
محمدجواد فریدزاده (متولد ۱۳۳۲) فیلسوف و دیپلمات ایرانی است.

## زندگی
فریدزاده در کنار تحصیلات ابتدایی و متوسطه، به تحصیلات حوزوی در مشهد پرداخت. در فقه و اصول از درس‌های پدرش، فریدالاسلام (شرح لمعه و کفایه)، در خارج اصول از میرزا علی آقا فلسفی، در تفسیر از میرزا جواد آقای تهرانی و در فلسفه و عرفان اسلامی از جلال‌الدین آشتیانی بهره برد.
از سال ۱۳۵۱ تحصیلات دانشگاهی را در دانشکدۀ حقوق و علوم سیاسی دانشگاه تهران شروع کرد و از سال ۱۳۶۷، حدود ده سال به تحصیل در فلسفۀ غرب در اتریش و آلمان مشغول بود و در سال ۱۳۷۶ دکترا گرفت.
فریدزاده معاون و مشاور فرهنگی محمد خاتمی در زمان تصدی وزارت فرهنگ و ارشاد اسلامی بود. در دوران ریاست جمهوری محمد خاتمی به عنوان مشاور فرهنگی و نماینده ویژه رئیس جمهور در امور فرهنگی منصوب شد. او در سال‌های ۱۳۷۸ و ۱۳۷۹ ریاست مرکز گفتگوی تمدن‌ها را بر عهده داشت و مدتی به عنوان سفیر ایران در واتیکان خدمت کرد. فریدزاده در حال حاضر عضو شورای عالی علمی مرکز دائره المعارف بزرگ اسلامی است.